# Zapalenie błędnika
Zapalenie błędnika (łac. labyrinthitis) – proces zapalny obejmujący ucho wewnętrzne. Najczęściej jest wywoływane przez wirusy, rzadziej przez bakterie. Zwykle jest powikłaniem przewlekłego zapalenia ucha środkowego. Obecnie z powodu stosowania antybiotyków występuje rzadziej niż kiedyś. Stanowi około 5% usznopochodnych powikłań wewnątrzskroniowych. Do przenikania dochodzi najczęściej przez naturalne, błoniaste połączenia ucha środkowego z wewnętrznym: w obrębie okienka okrągłego lub owalnego lub także przez przetokę, która powstaje w ścianie błędnikowej (przyśrodkowej) jamy bębenkowej, w wyniku zniszczenia masywu kostnego błędnika przez ziarninę zapalną lub perlak.

## Przyczyny zapaleń błędnika
- infekcyjne
  - bakteryjne – najczęściej pochodzą one z ucha środkowego (jako przejście procesu zapalnego)
    - Neisseria meningitidis
    - Haemophilus influenzae
    - Streptococcus pneumoniae
    - gruźlicze zapalenie błędnika
    - kiłowe zapalenie błędnika

  - wirusowe- mogą być wrodzone lub nabyte
    - różyczka
    - odra
    - świnka
    - cytomegalia
    - zakażenia wirusem HSV, VZV, HIV

  - grzybicze (bardzo rzadko)
  - pierwotniakowe
    - toksoplazmoza
- nieinfekcyjne
  - pourazowe
  - autoimmunologiczne
  - w przebiegu chorób układowych
  - jatrogenne

## Patofizjologia
Do zapalenia błędnika dochodzić może 3 drogami. Ze względu na patomechanizm jego powstawania wyróżnia się następujące typy zapaleń błędnika:
- tympanogenne – najczęstsza droga zakażenia błędnika. Dochodzi do niego na skutek przejścia procesu zapalnego z jamy bębenkowej na skutek toczącego się zapalenia ucha środkowego, najczęściej przewlekłego perlakowego. Do błędnika mogą przenikać bezpośrednio same patogeny lub tylko endotoksyny bakteryjne lub mediatory stanu zapalnego z jamy bębenkowej. Przechodzenie zakażenia następuje przez ścianę błędnikową (przyśrodkową) jamy bębenkowej poprzez naturalne połączenia jamy bębenkowej z uchem wewnętrznym (okienko okrągłe lub okienko owalne), lub poprzez przetokę, która powstaje w wyniku niszczenia masywu kostnego błędnika z powodu resorpcji tkanki kostnej na skutek działania enzymów osteoklastycznych zawartych w ziarninie zapalnej lub perlaku[1]. Przetoki zapalne powstają najczęściej w obrębie kanału półkolistego bocznego a także górnego, okolicy okołostrzemiączkowej[2].
- meningogenne (zstępujące) – występuje rzadko. Związane z przejściem procesu zapalnego z opon mózgowo-rdzeniowych. Dochodzić do niego może dwoma drogami: przez wodociąg ślimaka lub przez przewód słuchowy wewnętrzny[3].
- krwiopochodne – na skutek zakażenia błędnika drogą naczyń krwionośnych. W tym przypadku bakterie (np. krętki) lub wirusy (świnki, odry lub CMV) dostają się bezpośrednio do błędnika wraz z krwią.

## Patomorfologia
Zapalenia błędnika pod względem patomorfologicznym są zróżnicowane. Według Schuknechta wyróżnia się:
- surowicze (toksyczne) zapalenie błędnika (łac. labyrinthitis serosa) – jest reakcją odczynową błędnika na wniknięcie toksyn do przestrzeni przychłonkowej. Jest to najlżejszy stopień zapalenia błędnika. Rzadko występuje jako postać izolowana. Często jest formą przejściową do innych, cięższych postaci zapaleń błędnika lub może im towarzyszyć. Jako postać izolowana (rzadko) może występować w płonicy, gruźlicy lub błonicy. Surowicze zapalenie błędnika ma zmienny, ograniczający się przebieg, a jego objawy mogą ulegać samoistnej regresji. Związane jest to z bogatym unaczynieniem błędnika, dzięki któremu odczynowa reakcja zapalna w przestrzeniach ucha wewnętrznego może prowadzić do ograniczenia procesu zapalnego i hamować jego rozprzestrzenianie. Z tego względu w przebiegu surowiczego zapalenia błędnika rozróżnia się postać rozlaną i ograniczoną. Histopatologicznie obraz surowiczego zapalenia błędnika cechuje obrzęk jego struktur błoniastych oraz elementów zmysłowych (narząd Cortiego, plamki statyczne i grzebienie bańkowe) oraz nacieki zapalne okołonaczyniowe i obecność strątów włóknikowych głównie w przestrzeni przychłonkowej.
- ropne zapalenie błędnika (łac. labyrinthitis purulenta) – związane jest z wniknięciem patogenów do przestrzeni ucha wewnętrznego. Powoduje to nasilony odczyn zapalny z obecnością leukocytów oraz masywnych strątów włóknikowych w przestrzeni przychłonkowej, a po jej przerwaniu także i śródchłonkowej błędnika. Nasilona reakcja toczy się także w ściankach struktur błoniastych błędnika. Zapalenie to często rozprzestrzenia się na cały błędnik i może doprowadzić do wytworzenia ropniaka błędnika[4]. Komórki nabłonkowe budujące ściany błędnika oraz szczególnie komórki zmysłowe ulegają obrzękowi i nierzadko martwicy. Martwica może także dotyczyć masywu kostnego błędnika. Zejściem zapalenia ropnego błędnika są procesy wytwórcze polegające na włóknieniu oraz tworzenia tkanki kostnej w jego przestrzeniach błoniastych, która w konsekwencji może całkowicie wypełnić błędnik błoniasty[5]. Ponadto niekiedy ropne zapalenie błędnika mimo obecności ropy w uchu wewnętrznym może przejść w postać skrytą z nieznacznymi tylko objawami klinicznymi (łac. labyrinthitis purulenta latens).
- przewlekłe (wytwórcze) zapalenie błędnika (łac. labyrinthitis chronica lub labyrinthitis latens) – polega na wnikaniu do błędnika zapalnych mas tkankowych (perlaka lub ziarniny). Mogą one wnikać do błędnika poprzez przetokę wytworzoną przez osteoklastyczne działanie enzymów i mediatorów zapalnych zawartych w masach tkankowych. Wnikanie tych mas następuje głównie do przestrzeni przychłonkowej. Masy tkankowe powodują także ucisk na błędnik błoniasty. W konsekwencji powoduje to zaburzenie krążenia płynów ucha wewnętrznego wskutek mechanicznej blokady. Nierzadko otwarcie przestrzeni ucha wewnętrznego stanowi wrota ekspansji perlaka do tych struktur. Zmiany histopatologiczne są podobne jak w ropnym zapaleniu błędnika.

Poza powyższymi wyróżnić można jeszcze inne typy zapaleń błędnika, które nie są związane z jego tympanogennym zakażeniem:
- kostniejące zapalenie błędnika (łac. labyrinthitis ossificans) – często jest zejściem ropnego zapalenia błędnika. Kostnienie błędnika powoduje jego całkowitą dysfunkcję i jest procesem nieodwracalnym. Najczęstszymi elementami błędnika podlegającymi procesowy ossyfikacji jest zakręt podstawny ślimaka i schody bębenka[6]. Innymi przyczynami kostniejącego zapalenia błędnika mogą być zabiegi otochirurgiczne lub też zakażenie meningogenne, szczególnie pochodzenia pneumokokowego[7].
- krwotoczne zapalenie błędnika (łac. labyrinthitis haemorrhagica) – związane jest z najczęściej z infekcją wirusową w przypadku obniżonej odporności chorego. Oprócz nacieków zapalnych, ziarniny i mas włóknikowych w przestrzeniach błędnika występują także wylewy krwawe oraz krwotoki do tkanek błędnika. Zapalenie krwotoczne jest także pierwszą fazą pourazowego zapalenia błędnika. Dochodzi do niego najczęściej w przypadku poprzecznego złamania piramidy kości skroniowej. Zmiażdżone tkanki i przestrzenie błędnika wypełnione są krwią. Do zapalenia krwotocznego dochodzić może także wskutek urazu jatrogennego podczas operacji otochirurgicznych.
- martwicze zapalenie błędnika (łac. labyrinthitis necroticans) – związane jest z uszkodzeniem błędnika błoniastego, a także w niektórych przypadkach kostnego toksynami bakteryjnymi. Może do niego dochodzić także w przypadku niedokrwienia błędnika powstającego na skutek obrzęku jego tkanek i ucisku na naczynia, uszkodzeniu naczyń błędnika (w błonicy lub w przypadku zaburzeń w krążeniu w naczyniach błędnikowych. Martwica może dotyczyć całego błędnika lub tylko pewnych jego obszarów, stąd też może być ono ograniczone lub rozlane.
- autoimmunologiczna choroba ucha wewnętrznego (ang. autoimmune inner ear disease lub immune-mediated inner ear disease) – mianem tym określa się autoimmunologiczne zapalenie błędnika. Występuje ono w przebiegu chorób autoimmunologicznych lub też jako izolowane autoimmunologiczne zapalenie błędnika bez związku z chorobami autoimmunologicznymi. Reakcja zapalna błędnika jak w każdym przypadku chorób z autoagresji jest spaczoną odpowiedzią błędnika na własne antygeny tkankowe. Do podstawowych antygenów ucha wewnętrznego należą białko szoku termicznego hsp 70 oraz kolagen typu II[8]. Zapalenia błędnika na tle autoimmunologicznym dotyczą zwykle ślimaka, dużo rzadziej obejmują cześć błędnika obejmującą zmysł równowagi[9]. Reakcja autoimmunologiczna w ślimaku związana jest z odkładaniem się kompleksów immunologicznych w ścianie naczyń włosowatych ślimaka (głównie w prążku naczyniowym) i ich uszkodzenie na skutek reakcji zapalnej. Może także dochodzić do produkcji swoistych antygenowo przeciwciał na składniki tkankowe ucha wewnętrznego. W konsekwencji reakcja zapalna może spowodować uszkodzenie ucha wewnętrznego i jego komórek zmysłowych.
- gruźlicze zapalenie błędnika (łac. labyrinthitis tuberculosa) – związane jest z przechodzeniem gruźliczego procesu zapalnego z ucha środkowego na skutek uszkodzenia kości przez swoistą ziarninę gruźliczą. Na początku rozwija się zapalenie surowicze, które następnie przechodzi w zapalenie wytwórcze z tworzeniem gruzełków w uchu wewnętrznym a później niszczeniem błędnika na skutek rozwijającej się tam martwicy serowatej.

Ponadto powyższe niektóre zapalenia błędnika można podzielić jeszcze ze względu na czas ich trwania:
- ostre (łac. labyrinthitis acuta)
- przewlekłe (łac. labyrinthitis chronica)

lub w zależności od stopnia zajęcia błędnika:
- ograniczone (łac. labyrinthitis circumscripta)
- rozlane (łac. labyrinthitis diffusa)

## Diagnostyka
Diagnostyka zapaleń błędnika obejmuje badanie neurologiczne próba Romberga, próby stroikowe np. próba Webera. Pomocna może być także diagnostyka obrazowa MRI.

## Objawy
Tympanogenne zapalenia błędnika są zwykle jednostronne i występują w uchu, w którym toczy się przewlekłe zapalenie w jamie bębenkowej. W przypadku innych mechanizmów zakażenia (np. meningogenne) zapalenia błędnika są obustronne.
Objawy zapalenia błędnika są bardzo zróżnicowane w zależności od czynników etologicznych wywołujących zapalenie oraz od różnorodności jego typów histopatologicznych. Wspólną jednak cechą zapaleń błędnika jest:
- brak podwyższenia temperatury ciała – pojawienie się gorączki w zapaleniu błędnika świadczyć może o przejściu zapalenia do jamy czaszki i o rozwoju powikłań wewnątrzczaszkowych

Ponadto do objawów zapaleń błędnika należą:
- pogorszenie stanu ogólnego, które jest związane z nieprzyjemnymi objawami związanymi z podrażnieniem obwodowego narządu równowagi
- zaburzenia równowagi (związane z objęciem procesem zapalnym części przedsionkowej błędnika). W przypadku ograniczonego zapalenia błędnika mogą być one nieznacznie nasilone i wyzwalane jedynie w przypadku zmian położenia głowy, przy schylaniu. W ropnym zapaleniu błędnika objawy są bardzo nasilone. Należą do nich:
  - zawroty głowy
  - oczopląs – jest to oczopląs obwodowy (poziomy) z fazą szybką skierowaną do ucha chorego (podrażnienie błędnika, oczopląs podrażnieniowy). Zmiana kierunku oczopląsu, (oczopląs do ucha zdrowego, oczopląs porażeniowy) występująca czasami w zapaleniach błędnika jest złym rokowniczo objawem, gdyż świadczy o nieodwracalnym uszkodzeniu błędnika przez proces zapalny czyli "wypadnięciu błędnika" (porażenie błędnika)
  - poczucie niestabilności podczas chodzenia (ograniczone zapalenie błędnika), niekiedy brak możliwości chodzenia ze względu na silne zawroty głowy i uporczywe nudności i wymioty (ropne zapalenie błędnika)
  - nudności i/lub wymioty
- niedosłuch typu odbiorczego, szczególnie w zapaleniu błędnika na tle autoimmunologicznym. W przypadku wypadnięcia błędnika (zapalenie martwicze lub ropne) następuje głuchota

W burzliwie narastających objawach szczególnie w ropnym i martwiczym zapaleniu błędnika u chorych występuje:
- światłowstręt
- nadwrażliwość słuchowa (łac. hyperacusis)

Ponadto w przypadku obecności przetoki pomiędzy uchem środkowym i wewnętrznym, która jest wynikiem osteolizy przez proces ziarninowy lub perlakowy stwierdza się:
- objaw przetokowy oraz efekt Tullio

## Leczenie
Leczenie zapaleń błędnika jest wskazaniem do hospitalizacji na oddziale otolaryngologicznym i zależy od przyczyny wywołującej. Leczenie farmakologiczne w przypadku zakażenia błędnika drogą tympanogenną i meningogenną polega na podawaniu antybiotyków o szerokim spektrum działania (cefalosporyny III generacji z metronidazolem) oraz leków objawowych leki przeciwwymiotne). Ponadto w przypadku autoimmunologicznego zapalenia błędnika podaje się kortykosterydy. Leczenie operacyjne zawsze powinno dotyczyć przypadków zapalenia tympanogennego oraz każdego ropnego oraz martwiczego i polega na otwarciu i oczyszczeniu z ziarniny zapalnej ucha środkowego objętego procesem zapalnym (operacja radykalna ucha lub operacja radykalna zmodyfikowana). Ponadto wykonuje się także labiryntektomię sposobem Jansena, Naumanna lub Hinsberga.

## Powikłania i rokowanie
Powikłania zapaleń błędnika dotyczą najczęściej zapaleń tympanogennych. Pojawiają się one w przypadku braku zastosowania prawidłowego leczenia lub także w przypadku nieprawidłowego leczenia (lekceważenie wskazań do operacyjnego otwarcia przestrzeni ucha środkowego i wewnętrznego). W przypadku zmian ropnych w uchu wewnętrznym dochodzić może do jego dalszego rozprzestrzeniania do wnętrza jamy czaszki głównie poprzez wodociąg ślimaka. Dochodzić wtedy może do usznopochodnego zapalenia opon mózgowo-rdzeniowych oraz usznopochodnych ropni mózgu, szczególnie płata skroniowego oraz usznopochodnego ropnia móżdżku. Innymi powikłaniami zapalenia błędnika jest głuchota i całkowite uszkodzenie błędnika ze wszystkimi jego konsekwencjami. Rokowanie w przypadku zapaleń błędnika, jeżeli jest ono ograniczone i surowicze, jest pomyślne. W przypadku ropnego zapalenia błędnika rokowanie jest zawsze poważne, gdyż może ono zagrażać powikłaniami wewnątrzczaszkowymi oraz zniszczeniem błędnika przez proces zapalny.

## Piśmiennictwo
1. Otolaryngologia kliniczna. red. A. Zakrzewski. PZWL. Warszawa 1981. ISBN 83-200-0326-1
2. Otorynolaryngologia praktyczna - podręcznik dla studentów i lekarzy. Tom I. red. G. Janczewki. wyd. Via Medica. Gdańsk 2005. ISBN 83-89861-31-3